# 정착민 식민주의
정착민 식민주의(定着民 植民主義)는 식민 지배를 통해 정착민이 한 거주환경과 그 원주민을 정착지와 정착민 사회로 변화하는 논리와 구조를 가리킨다.
정착민 식민주의는 주로 그 식민주의를 통해 해당 영토와의 연결이나 지배를 유지하는 제국이 조직하거나 지원하는 외인성 지배의 형태를 띤다. 정착민 식민주의는 제국 권력이 천연 자원과 저렴한 노동력을 착취하기 위해 영토를 정복하는 형태의 식민주의와 구별된다.